# Sindicato de Futbolistas Profesionales de Chile
El Sindicato Interempresa de Futbolistas Profesionales de Chile (Sifup) es el sindicato que agrupa a los jugadores profesionales de fútbol en Chile. Su presidente es Gamadiel García, en el cargo desde 2016.
Su misión es velar por la integridad y cumplimiento de los contratos de los jugadores para con sus respectivos clubes.
Desde 2011, el sindicato organiza la Gala del Fútbol SIFUP, donde los mismos futbolistas eligen a los mejores jugadores del torneo.

## Historia
Fue fundado el 10 de febrero de 1960. Formado por Juan de Costa-Nora junto a Renato Sepúlveda, quien trajo la idea después de vivir varios años en Buenos Aires, Argentina. Juan de Costa-Nora fue un apasionado del fútbol, por este motivo formó el sindicato para apoyar a todos los jugadores profesionales de Chile, que tuvo como primer presidente a Caupolicán Peña y en su directorio a los futbolistas Sergio Navarro, René Meléndez, Sergio Goity, Mario Moreno Burgos, Armando Tobar y Leonel Sánchez. El primer logro importante fue la obtención ante la Asociación Central de Fútbol de modificaciones en el sistema de transferencias de la época, denominado «Bolsa de Jugadores».
El Sindicato ha sido partícipe de diferentes huelgas de futbolistas, siendo el primero en 1997.Luego, hubo movilizaciones durante los años 2000,2002,dos durante 2013, dos durante 2015, 2019,2021, 2024 y 2025.

## Presidentes[12]
| Presidente                              | Período   |
| --------------------------------------- | --------- |
| Caupolicán Peña Reyes                   | 1960-1962 |
| Mario Moreno Burgos y Hugo Lepe Gajardo | 1962-1964 |
| Hugo Lepe Gajardo                       | 1965-1967 |
| Sergio Cavada Artigas                   | 1968-1969 |
| Mario Moreno Burgos                     | 1969-1973 |
| Ignacio Prieto Urrejola                 | 1979-1980 |
| Benjamín Valenzuela Becerra             | 1981-1985 |
| Gabriel Rodríguez Vega                  | 1985-1989 |
| Raúl Ormeño Pacheco                     | 1990-1994 |
| Carlos Ramos Rivera                     | 1994-1997 |
| Carlos Soto Olivares                    | 1998-2016 |
| Gamadiel García                         | 2016-     |

## Directorio[13]
Desde 2016, el directorio del Sindicato está constituido por:
| Directorio - Presidente: Gamadiel García - Secretario: Luis Marín - Tesorero: Adán Vergara - Directores: Fernando Burgos - Sergio Villegas |